# Pseudoschrankia leptoxantha
Pseudoschrankia leptoxantha là một loài bướm đêm thuộc họ Erebidae. Nó là loài đặc hữu của Molokai.